# De Baca megye
De Baca megye az Amerikai Egyesült Államokban, azon belül Új-Mexikó államban található. Megyeszékhelye és legnagyobb városa Fort Sumner. Lakosainak száma 1698 fő (2020. április 1.). De Baca megye Guadalupe, Chaves, Lincoln, Quay és Roosevelt megyékkel határos.

## Népesség
A megye népességének változása:
| Lakosok száma | 2016 | 1964 | 1933 | 1907 | 1828 | 1698 |
|               | 2010 | 2011 | 2012 | 2013 | 2015 | 2020 |